# Ніколас Шваб
Ніколас Шваб (24 серпня 1990) — домініканський плавець.
Учасник Олімпійських Ігор 2012 року.